# Iver Munk

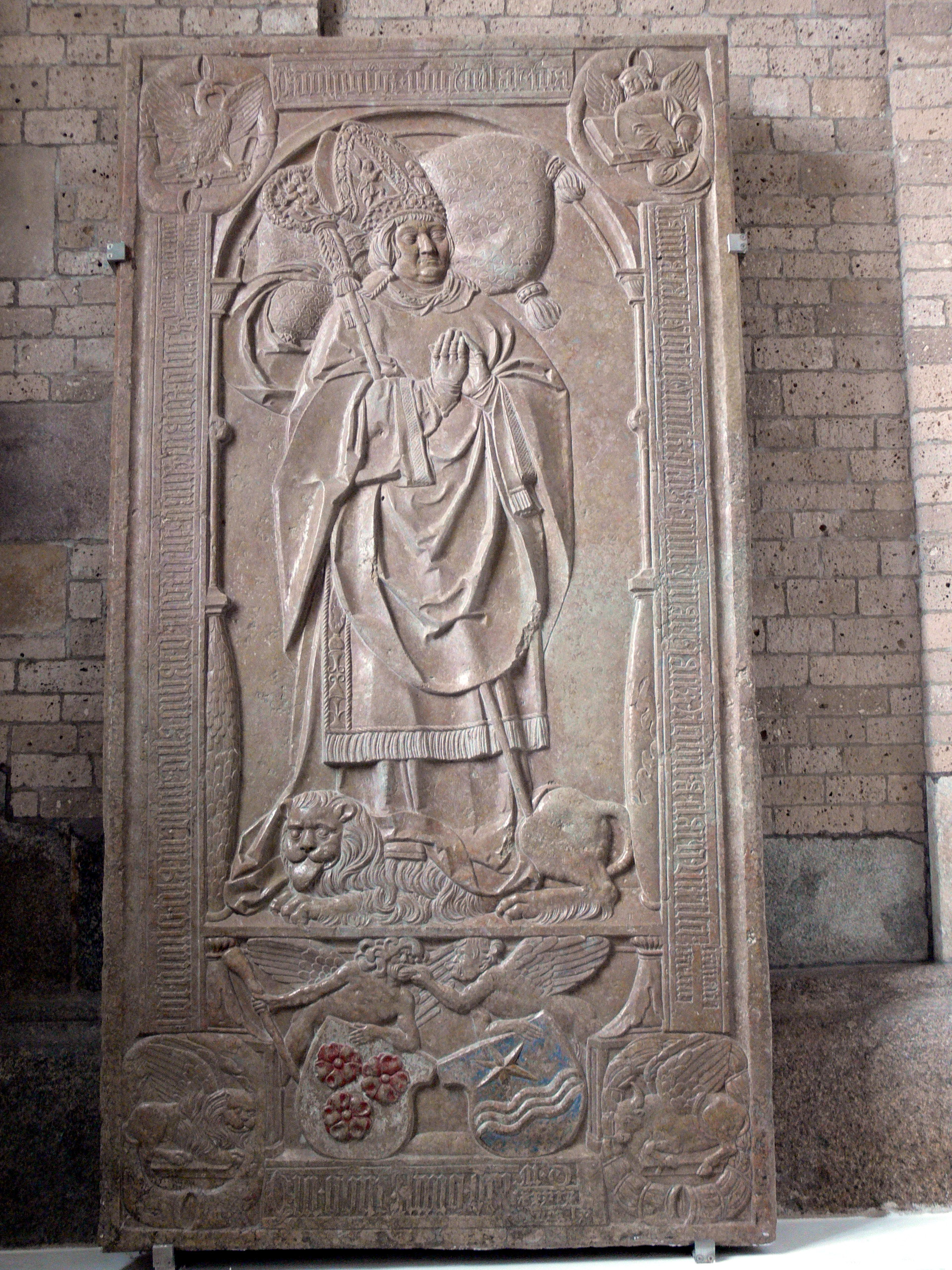
Zu Lebzeiten 1530 von Claus Berg gefertigte Grabplatte Iver Munks im Dom zu Ribe

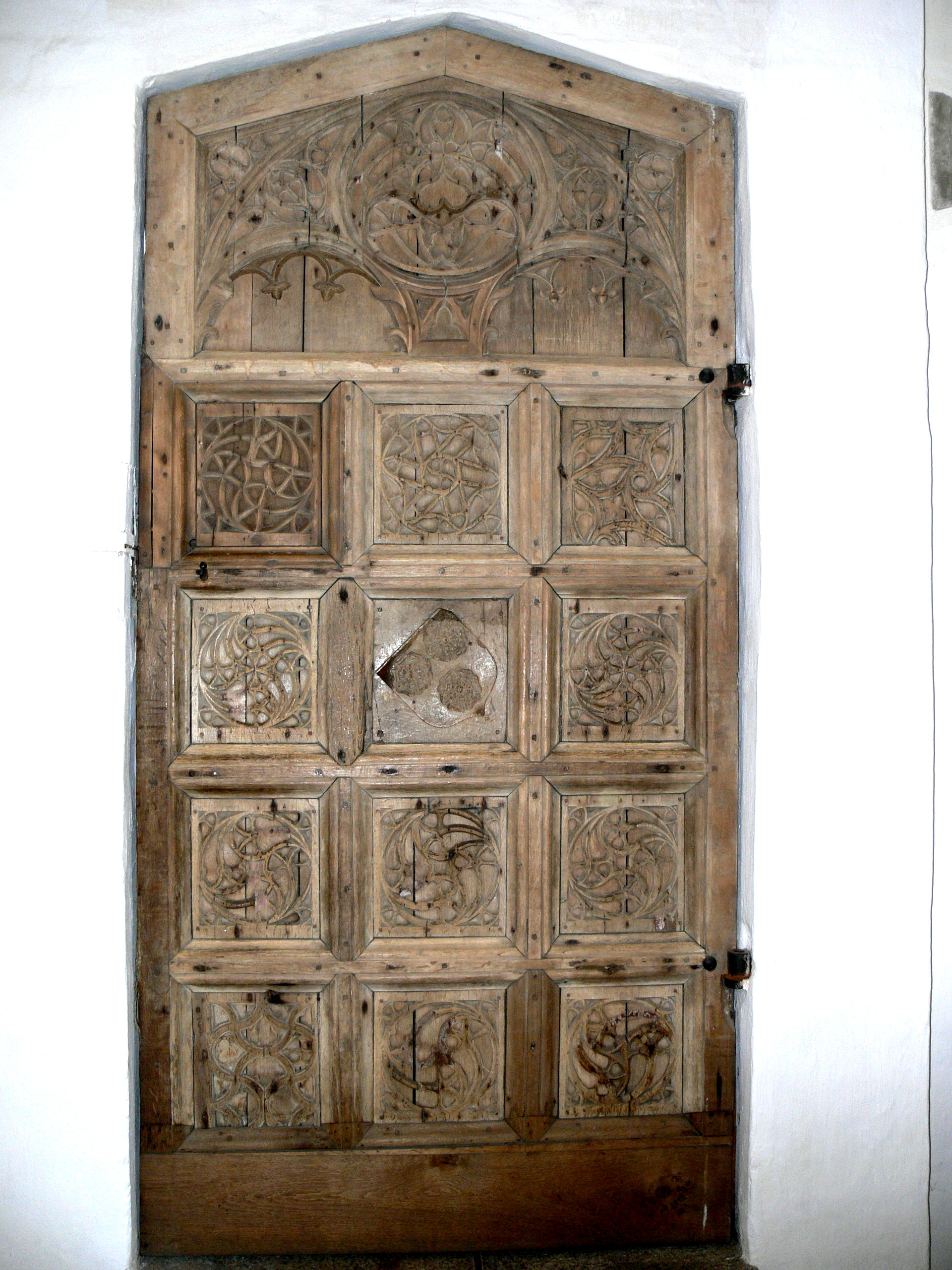
Bischofstür in Ribe mit dem Wappen Munks an zentraler Stelle

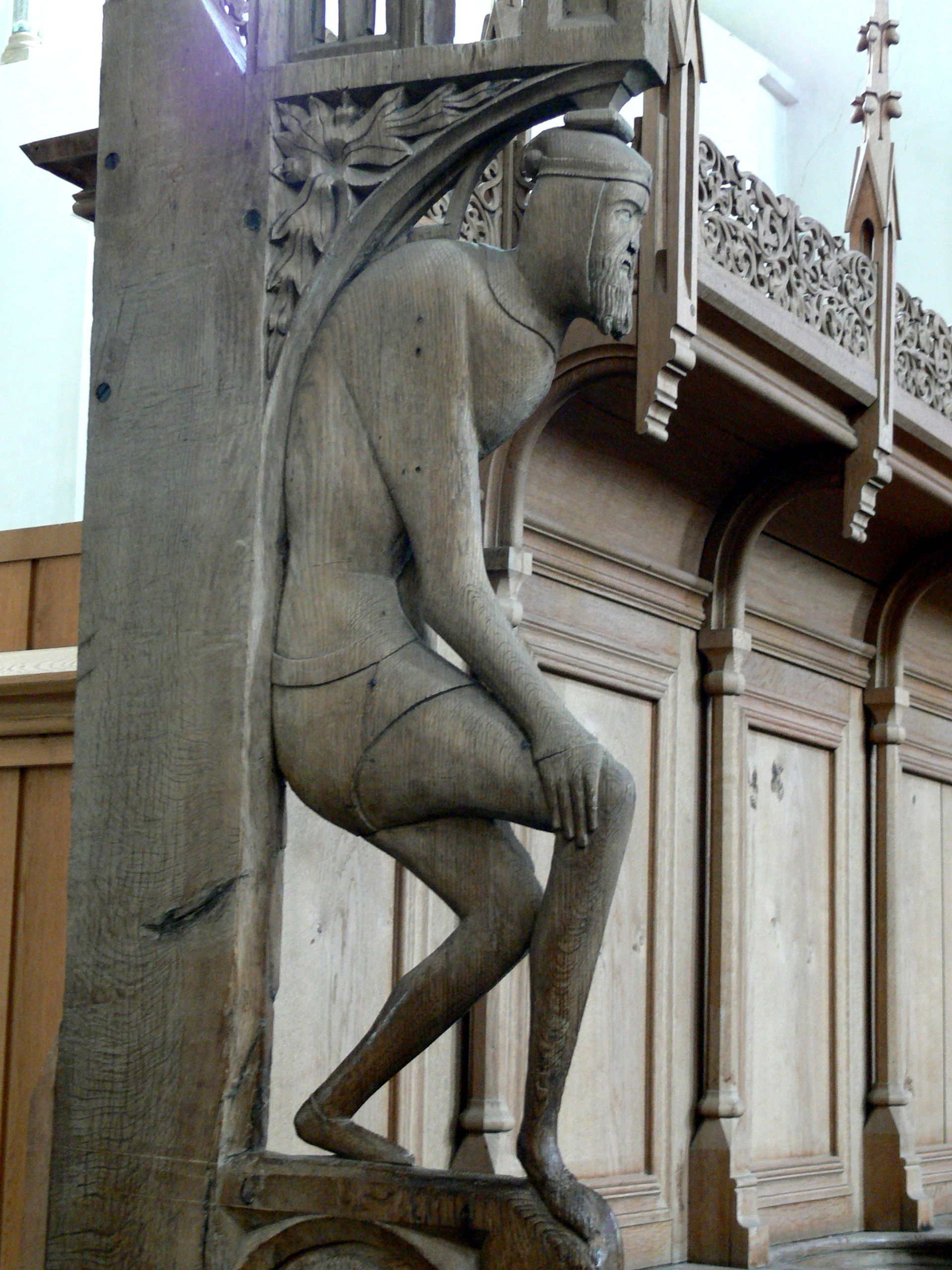
Chorgestühl in Ribe (Detail)

Iver Munk (* um 1470; † 9. Februar 1539 in Ribe) war der letzte römisch-katholische Bischof von Ribe vor der Reformation.

## Leben
Iver Munk entstammte der aus Jütland stammenden dänischen Adelsfamilie Munk. Sein Vater war Oluf Munk zu Krogsgaard (bei Viborg) und Kleitrup, seine Mutter Ide Iversdatter Juel zu Daubjerggård. Dieser Familienzweig war mit der jütischen Adelsfamilie Lange verwandt und führte drei Rosen im Wappen, welches sich zusammen mit dem seiner Mutter auch auf seiner Grabplatte findet. Sein Bruder war der dänische Reichsrat Mogens Olufsen Munk († 1558), Vorfahr von Kirsten Munk, seit 1615 Ehefrau von Christian IV.
Munk studierte 1489 an der Universitas Studii Coloniensis und ab 1490 an der Universität Greifswald und schloss das Studium 1494 als Bakkalaureus im Kanonischen Recht ab. Ab 1498 wird er auch als Magister genannt. Er war zunächst Priester und Kanoniker in Ribe und wurde 1499 als Nachfolger seines Onkels Hartvig Juel († 1500) der letzte römisch-katholische Bischof im Bistum Ribe. Angeblich wurde er erst vierzehn Jahre später geweiht. Als Bischof protegierte er vor allem seine Verwandten. Obwohl zum Zölibat verpflichtet, hatte er mit Ide Frandsdatter Pogwisch zwei Söhne, Frands († 27. April 1567) und Niels Iversen Munk († nach 1580), die er anerkannte und ebenfalls großzügig unterstützte.
Wie sein Bruder gehörte er in den Jahren 1522/23 zu den Rädelsführern des Aufstands dänischer Geistlichkeit und dänischer Adliger gegen König Christian II., der sich frühzeitig reformatorischen Gedanken öffnete und 1521 gegen die Kleriker gerichtete Gesetze erlassen hatte. Doch der neue König Friedrich I. enttäuschte die Hoffnungen der Aufständischen, indem er mehr oder weniger offen die Reformation unterstützte. Ivar Munk dagegen unterband in seiner Diözese lutherische Predigten. So gehört Munk auch zu denen, die nach Friedrichs Tod 1533 die Wahl von dessen Sohn, des späteren Königs Christian III. verweigerten und damit den Anlass zur Grafenfehde gaben.
Ivar Munk amtierte als Bischof bis 1534, als er sein Amt an seinen Neffen und künftigen Nachfolger Olaf Munk übergab. Olaf Munk führte bis 1536 die Amtsgeschäfte, musste dann aber im Zuge der Reformation nach der Resignation des Erzbischofs von Lund Torbern Bille auf das Bischofsamt verzichten. Ivar Munk wurde wie die anderen dänischen Bischöfe verhaftet, aber wohl bald wieder freigelassen. Nachdem er auf Amt und Güter verzichtet hatte, durfte er weiter im Bischofspalais wohnen, in dem er 1539 starb. Sein Nachfolger wurde der erste evangelische Bischof von Ribe, Magister Johann Wenth, der gemeinsam mit Eberhard Weidensee von Hadersleben aus die Reformation in Jütland und Nordschleswig durchführte.
Ivar Munks Grabplatte im Dom zu Ribe wird Claus Berg in Odense zugeschrieben und wurde bereits 1530, also vor Munks Rücktritt und Tod, angefertigt. Die Wappenschilde werden von Wilden Männern gehalten, wie sie ähnlich – wenn auch etwas friedfertiger – auch die Wappen dänischer Könige zeigen. Munk stiftete dem Dom zu Ribe auch die erhaltene gotische Bischofstür und das noch vorhandene Chorgestühl.